# 桂木龍
桂木 龍（かつらぎ りゅう）(8月8日－ ）は、日本の演歌歌手、鳥取県ふるさと大使、元プロボクサー。B型。獅子座。

## 人物・来歴
鳥取県大山町（旧名和町）出身。
フェザー級のプロボクサーとして1983年にデビュー。プロ戦績は4戦3勝（2KO）1引き分け、以降無敗記録を重ねる。
1986年に引退後、一転して演歌歌手を目指して出場したあらゆる大会などで十数回もの優勝を果たし、作詞・作曲家の石坂まさをに師事して1993年に「夢見鶏」でデビュー。
現在は、各地のイベントやディナーショー等に多数出演し演歌だけでなくポップス・ロックと、多様なジャンルの曲を歌いこなせて関西で稀有な存在の希少価値のある実力派歌手として注目を浴びている。
故郷の鳥取県を全国にPRしたい想いから、自ら鳥取県の歌を作り、各地のコンサートやライブで唄う。『大山-DAISEN-』『鬼太郎大山音頭』『御来屋漁港』他。
2014年9月とっとりふるさと大使　就任。
趣味は極真空手、スポーツ全般

## シングル

### 徳間ジャパン
- 旅路の女（ひと）よ（2003年3月19日）[1]
- 大山〜DAISEN〜（2007年10月3日）[1]
- 鬼太郎大山音頭／御来屋漁港（2010年2月3日）[1]
- 絆鶴/友情の漁場/ダチ〜友達（2013年5月）[1]
- ダチ～友達～（ボーカル新録音）（2016年2月24日）　規格品番：TKCA-90757

【収録曲】
1 / ダチ～友達～　（ボーカル新録音）
2 / 大山～ＤＡＩＳＥＮ～　（ボーカル新録音）
3 / ダチ～友達～　オリジナルカラオケ
4 / 大山～ＤＡＩＳＥＮ～　オリジナルカラオケ
5 / ダチ～友達～　エコサイズカラオケ
6 / 大山～ＤＡＩＳＥＮ～　エコサイズカラオケ

### 日本コロムビア
- 幸せとまれ…赤とんぼ（2018年2月21日）[2]　規格品番：COCA-17421

【収録曲】
1 / 幸せとまれ…赤とんぼ（作詩/桂木 龍　作曲/三輪ひろし　編曲/伊戸のりお）
2 / 夢の銀河〜鳥取砂丘〜（作詩/桂木 龍　作曲/三輪ひろし　編曲/矢田部正）
3 / 幸せとまれ…赤とんぼ（オリジナル・カラオケ)
4 / 夢の銀河〜鳥取砂丘〜（オリジナル・カラオケ)
5 / 幸せとまれ…赤とんぼ（半音下げオリジナル・カラオケ)
6 / 夢の銀河〜鳥取砂丘〜（半音下げオリジナル・カラオケ)
7 / 幸せとまれ…赤とんぼ（2コーラスオリジナル・カラオケ)
8 / 夢の銀河〜鳥取砂丘〜（桂木龍パートのみ入りオリジナル・カラオケ)
9 / 幸せとまれ…赤とんぼ（半音下げ2コーラスカラオケ)